# USS Thorn (DD-647)
USS Thorn (DD-647) là một tàu khu trục lớp Gleaves được Hải quân Hoa Kỳ chế tạo trong Chiến tranh Thế giới thứ hai. Nó đã tham gia suốt Thế Chiến II, sống sót qua cuộc xung đột, ngừng hoạt động năm 1946 và bị đánh chìm như một mục tiêu năm 1974. Nó là chiếc tàu chiến đầu tiên của Hải quân Hoa Kỳ được đặt theo tên Jonathan Thorn (1779-1811), một sĩ quan Hải quân Hoa Kỳ.

## Thiết kế và chế tạo
Thorn được chế tạo tại xưởng tàu của hãng Federal Shipbuilding and Drydock Company ở Kearny, New Jersey. Nó được đặt lườn vào ngày 15 tháng 11 năm 1942; được hạ thủy vào ngày 28 tháng 2 năm 1943, và được đỡ đầu bởi bà Beatrice Fox Palmer. Con tàu được cho nhập biên chế cùng Hải quân Hoa Kỳ tại Xưởng hải quân Brooklyn vào ngày 1 tháng 4 năm 1943 dưới quyền chỉ huy của Thiếu tá Hải quân Thiếu tá Hải quân Edward Brumby.

## Lịch sử hoạt động

### Đại Tây Dương
Sau khi hoàn tất việc chạy thử máy ngoài khơi Casco Bay, Maine, Thorn gia nhập Hải đội Khu trục 19. Từ ngày 28 tháng 5 năm 1943 đến ngày 3 tháng 1 năm 1944, nó đã hộ tống bốn chuyến vận tải khứ hồi đi lại giữa New York, Norfolk và Casablanca; chuyến đầu tiên trong thành phần Lực lượng Đặc nhiệm 69 và ba chuyến kia trong thành phần Lực lượng Đặc nhiệm 64. Trong chuyến đi sau cùng, nó đã cùng với tàu chị em Stockton (DD-646) hộ tống hai tàu chở dầu đi đến Ponta Delgada thuộc quần đảo Azores, là những con tàu đầu tiên đi vào cảng này sau khi có được thỏa thuận mới giữa Đồng Minh với chính phủ Bồ Đào Nha.
Vào ngày 3 tháng 1 năm 1944, một ngày sau khi Thorn quay trở lại cảng New York, tàu khu trục Turner (DD-648) bị nổ tung và đắm trong eo biển Ambrose, cách 5.000 yd (4,6 km) về phía đuôi của Thorn. Nó gửi một đội cứu hộ đi trên xuồng máy đến cứu vớt những người sống sót.

### Tây Nam Thái Bình Dương
Vào cuối tháng 1 năm 1944, Thorn lên đường đi sang Mặt trận Thái Bình Dương, băng qua kênh đào Panama vào ngày 29 tháng 1. Nhận mệnh lệnh thay phiên cho Đội khu trục 1 tại vùng biển New Guinea, nó và các tàu chị em thuộc Đội khu trục 37 hướng sang khu vực Tây Nam Thái Bình Dương. Được lệnh đi đến Guadalcanal và đảo Rendova hộ tống một đội tàu chở dầu biệt phái, nó cuối cùng đi đến vịnh Milne, New Guinea vào ngày 29 tháng 2. Nó di chuyển trực tiếp đến mũi Sudest, nơi vào ngày 4 tháng 3 đã nhận lên tàu binh lính và tiếp liệu thuộc Trung đoàn 7 Kỵ binh của Lục quân, rồi lập tức lên đường đi đến đảo Los Negros tham gia Chiến dịch Quần đảo Admiralty. Nó còn thực hiện ba chuyến đi vận tải giữa mũi Sudest và Seeadler Harbor, hai lượt bắn phá đảo Pityilu, tiến hành các cuộc tuần tra chống tàu ngầm về phía bắc quần đảo Admiralty, và hoạt động như một tàu dẫn đường máy bay chiến đấu.
Vào ngày 10 tháng 4, đang khi tiến hành một cuộc thực tập ngư lôi chuẩn bị cho Chiến dịch Reckless tiếp theo nhằm đổ bộ lên Hollandia, Thorn va phải một dãi san hô ngầm không thể hiện trên hải đồ. Những hư hại cho chân vịt và trục động cơ buộc nó phải quay trở về vùng bờ Tây để đại tu. Trên đường quay trở về nhà, nó hộ tống cho thiết giáp hạm Massachusetts (BB-59) đi đến Bremerton, Washington; rồi sau đó đi kèm tàu sân bay hộ tống Thetis Bay (CVE-90) trong chặng đường từ Xưởng hải quân Puget Sound đến San Francisco, California, nơi nó đến vào ngày 22 tháng 5.
Sau khi hoàn tất việc đại tu tại Xưởng hải quân Hunter's Point, Thorn tiến hành huấn luyện ôn tập trước khi hộ tống cho thiết giáp hạm Mississippi (BB-41) đi Hawaii. Nó đi đến Trân Châu Cảng vào ngày 11 tháng 8, để rồi lại hộ tống cho thiết giáp hạm Maryland (BB-46) đi vịnh Purvis thuộc quần đảo Solomon, nơi nó gia nhập Đơn vị Đặc nhiệm 32.7.1; và tiếp tục đi đến Palaus tham gia cuộc đổ bộ vào ngày 15 tháng 9. Trong đợt hoạt động này, nó cứu vớt những đội bay của ba chiếc máy bay ném bom-ngư lôi Grumman TBF Avenger bị bắn rơi trên biển.

### Philippines
Được cho tách khỏi nhiệm vụ hộ tống vào cuối tháng 9 năm 1944, Thorn gia nhập Đệ thất Hạm đội tại đảo Manus thuộc quần đảo Admiralty vào ngày 3 tháng 10. Khi lực lượng Hoa Kỳ được tập trung cho cuộc đổ bộ lên quần đảo Philippine còn do Nhật chiếm đóng, chiếc tàu khu trục gia nhập lực lượng hỗ trợ hỏa lực của Lực lượng Đặc nhiệm 77. Nó tiến vào vịnh Leyte trong đêm 18 tháng 10, bảo vệ cho các thiết giáp hạm và tàu tuần dương trong các cuộc bắn phá chuẩn bị ban đầu. Khi lực lượng Đồng Minh đổ bộ lên bờ hai ngày sau đó, nó bắn pháo can thiệp tại Abuyog về phía Nam các bãi đổ bộ Leyte, và tuần tra khu phía Nam vịnh Leyte trong một tuần lễ tiếp theo. Lúc sáng sớm ngày 21 tháng 10, pháo thủ của nó đã bắn vào một chiếc máy bay ném bom bổ nhào Nhật Bản, bắn chiếc Aichi D3A rơi xuống biển gần khu vực vận chuyển. Sang ngày 22 tháng 10, nó cùng tàu tuần dương Portland (CA-33) bắn rơi một máy bay đối phương khác.
Trong Trận chiến eo biển Surigao ác liệt vào ban đêm, Thorn đã hộ tống các thiết giáp hạm Hoa Kỳ khi chúng đối đầu với lực lượng Nhật Bản đang băng qua eo biển. Nguyên được giao nhiệm vụ tấn công bằng ngư lôi vào đội hình hàng chiến trận đối phương, nó và các tàu khu trục tháp tùng được gọi quay trở lại khi lực lượng Nhật Bản rút lui về phía Nam qua eo biển Surigao; rồi sau đó hình thành nên sườn phía trái các tàu tuần dương và khu trục tiến về phía Nam, kết liễu một tàu khu trục hư hại nặng thuộc lực lượng Nhật Bản đã bị đánh bại. Chiều tối ngày 25 tháng 10, Đội khu trục 39 của Thorn được lệnh phục kích ngoài khơi đảo Homonhon về phía Đông của vịnh Leyte, để tiến hành một đợt tấn công bằng ngư lôi vào một lực lượng Nhật Bản dự đoán sẽ tiến đến từ phía Đông. Tuy nhiên, đối phương đã rút lui qua eo biển San Bernardino vào xế trưa hôm đó, và đơn vị tàu khu trục Hoa Kỳ được gọi quay trở lại vào ngày 26 tháng 10.
Được lệnh đi Ulithi, Thorn rời vùng biển Philippine để gia nhập Đệ Tam hạm đội tại khu vực quần đảo Caroline, hoạt động cùng lực lượng tàu sân bay nhanh, Lực lượng Đặc nhiệm 38. Từ ngày 6 đến ngày 24 tháng 11, nó tham gia các cuộc không kích của Lực lượng Đặc nhiệm 38 xuống các mục tiêu của quân Nhật tại Philippine, bảo vệ và canh phòng máy bay cho các tàu sân bay nhanh. Nó quay trở lại cùng Lực lượng Đặc nhiệm, và được phân về Đội đặc nhiệm 30.8 phối thuộc cùng một đội hỗ trợ tiếp liệu. Nó lại được giao vai trò canh phòng máy bay, lần này là với các tàu sân bay hộ tống; và đã trợ giúp cho chiếc Cape Esperance (CVE-88) chống chọi qua cơn bão Cobra vào ngày 18 tháng 12, vốn đã nhấn chìm ba tàu khu trục Hoa Kỳ. Khi cơn bão đã tan, nó tham gia tìm kiếm những người sống sót sau cơn bão.
Trong khi các tàu sân bay thuộc lực lượng đặc nhiệm không kích xuống vịnh Lingayen vào đầu tháng 1 năm 1945, và sau đó xuống tàu bè Nhật Bản trong Biển Đông, Thorn hộ tống một đội tàu chở dầu nhanh để tiếp nhiên liệu cho lực lượng đặc nhiệm. Trên đường quay trở về quần đảo Caroline ngang qua vịnh Leyte và eo biển Mindoro, nó đã cứu vớt đội bay một chiếc Grumman TBF Avenger và phi công một máy bay tiêm kích bị rơi trước khi về đến Ulithi vào ngày 27 tháng 1. Chiếc tàu khu trục lại hộ tống các tàu chở dầu để phục vụ cho chiến dịch không kích xuống Iwo Jima, đồng thời tiếp cận vùng biển gần hòn đảo để bảo vệ cho các tàu chiến bắn phá hạng nặng. Sau khi được tin Bismarck Sea (CVE-95) bị hai máy bay tấn công cảm tử Kamikaze đánh trúng vào ngày 21 tháng 2, nó đã cùng Ute (ATF-76) đi đến để trợ giúp chiếc tàu sân bay hộ tống, nhưng chỉ đến nơi sau khi Bismarck Sea đã bị đắm.

### Nhật Bản
Thorn quay trở về Ulithi và ở lại đây trong hai ngày, trước khi được tái tổ chức vào ngày 13 tháng 3 trong thành phần Đội hỗ trợ cho Đệ Ngũ hạm đội, được hình thành chung quanh tàu tuần dương hạng nhẹ Detroit (CL-8) để hoạt động tại quần đảo Ryūkyū. Vào ngày 25 tháng 3, Thorn cùng tàu khu trục Aylwin (DD-355) đã tấn công bằng mìn sâu vào một tín hiệu sonar thu được, phát hiện những vệt dầu loang trước khi rút lui để quay trở lại đội hình vào ngày 26 tháng 3; tuy nhiên họ không thể khẳng định đã tiêu diệt được tàu ngầm.
Thorn sau đó tiến hành bốn chuyến hộ tống cùng các đội tiếp liệu, hộ tống các tàu chở dầu đến Kerama Retto để tiếp nhiên liệu cho các tàu thuộc đội hỗ trợ hỏa lực ngoài khơi Okinawa, thực hiện chuyến đầu tiên vào ngày 1 tháng 4. Trong chuyến đi thứ hai, nó chứng kiến hai máy bay đối phương bị những máy bay tiêm kích tuần tra chiến đấu trên không (CAP) và hỏa lực phòng không bắn rơi. Trong chuyến thứ ba, một máy bay Kamikaze đã đánh trúng tàu chở dầu Taluga (AO-62) cách 2 nmi (3,7 km) về phía đuôi Thorn, trong khi một máy bay tự sát khác bị bắn rơi cạnh một tàu tuần tra gần đó.
Thorn trải qua hai tuần lễ tại Ulithi để tiếp liệu và nghỉ ngơi trước khi tiếp tục hoạt động cùng đội tiếp liệu. Nó gia nhập cùng các tàu chở dầu và tàu tiếp liệu ngoài khơi ngày 28 tháng 5; rồi đến ngày 5 tháng 6, lại chịu đựng thêm một cơn bão thứ hai trước khi gia nhập cùng một nhóm bốn tàu sân bay hộ tống bị hư hại hai ngày sau đó, và tháp tùng chúng rút lui về Guam. Nó tiếp nối hoạt động cùng đội tiếp liệu vào ngày 4 tháng 7, và hoạt động hỗ trợ tiếp liệu cho lực lượng đặc nhiệm tàu sân bay nhanh cho đến khi Nhật Bản đầu hàng kết thúc cuộc xung đột. Trong giai đoạn này nó đã phá hủy bảy quả thủy lôi trôi nổi trên biển bằng hải pháo.

### Sau chiến tranh
Sau khi kết thúc chiến tranh, Thorn hoạt động ngoài khơi vịnh Tokyo cho đến ngày 9 tháng 9, khi toàn đội rút lui về Sagami Wan. Sang ngày hôm sau, căn cứ của đội hỗ trợ được thiết lập tại Yokosuka, nơi nó ở lại cho đến cuối tháng 9. Con tàu cùng Hải đội Khu trục 19 lên đường quay trở về Hoa Kỳ, rời vịnh Tokyo vào ngày 8 tháng 10 và gia nhập cùng các thiết giáp hạm Tennessee (BB-43) và California (BB-44) ngoài khơi Wakayama vào ngày hôm sau. Nhóm tàu chiến khởi hành cho chặng đầu tiên quay trở về nhà vào ngày 15 tháng 10, ghé qua Singapore, Colombo và Cape Town, rồi ngang qua St. Helena và đảo Ascension tại Đại Tây Dương. Chiếc tàu khu trục cuối cùng về đến New York vào ngày 7 tháng 12, và sau một tháng được đại tu, nó đi đến Charleston, South Carolina, nơi con tàu được cho xuất biên chế và đưa về lực lượng dự bị vào ngày 6 tháng 5 năm 1946.
Thorn bị bỏ không trong gần ba thập niên, cho đến khi tên nó được rút khỏi danh sách Đăng bạ Hải quân vào ngày 1 tháng 7 năm 1971. Lườn tàu được sử dụng như một mục tiêu thực hành, và nó bị máy bay từ tàu sân bay Saratoga (CV-60) đánh chìm vào ngày 22 tháng 8 năm 1974, ở vị trí khoảng 75 mi (121 km) về phía Đông Jacksonville, Florida.

## Phần thưởng
Thorn được tặng thưởng bảy Ngôi sao Chiến trận do thành tích phục vụ trong Thế Chiến II.